# خرس غارنشین
خرس غارنشین (نام علمی: Ursus spelaeus) نام یک گونه از تیره خرس است. این جانور حدود ۲۵۰ تا ۲۷ هزار سال پیش در اوراسیا زندگی می‌کرد.

## توصیف

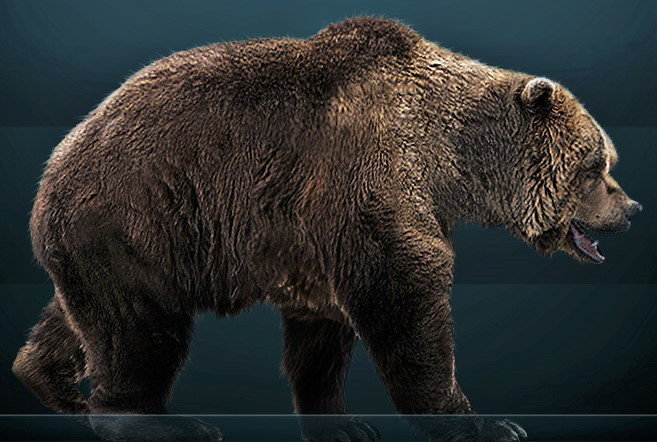
شبیه‌سازی خرس غارنشین

اندازه خرس‌های غارنشین را می‌توان با بزرگ‌ترین خرس‌های امروزی یعنی خرس کودیاک و خرس قطبی مقایسه کرد. نرها در این گونه بین ۵۵۰ تا ۸۰۰ کیلوگرم وزن داشتند در حالی که ماده‌ها کوچک‌تر بودند و بین ۲۵۰ تا ۵۰۰ کیلوگرم وزن داشتند. با وجود اندازه بزرگ بررسی دندان‌های خرس غارنشین نشان می‌دهد که خرس غارنشین یک جانور گیاه‌خوار بوده‌است.

## انقراض
دلیل انقراض خرس غارنشین هنوز مشخص نیست اما اعتقاد اکثر دانشمندان بر این است که با تغییر پوشش گیاهی به دلیل تغییر اقلیم گیاهان مورد علاقه خرس غارنشین یا از بین رفتند یا کمیاب شدند که این موضوع سبب نابودی این گونه خرس شد. عیب وارد بر این اعتقاد این است که بررسی‌ها نشان می‌دهد که انقراض خرس‌های غارنشین نه یک اتفاق ناگهانی بلکه یک روند تدریجی بوده‌است. از سویی بعید به نظر می‌رسد که عامل انقراض خرس غارنشین انسان باشد. زیرا در زمان انقراض این خرس‌ها جمعیت انسان در اروپا بسیار کم بوده و نمی‌توانسته یک تهدید جدی برای خرس‌های غارنشین محسوب شود.

## نگارخانه

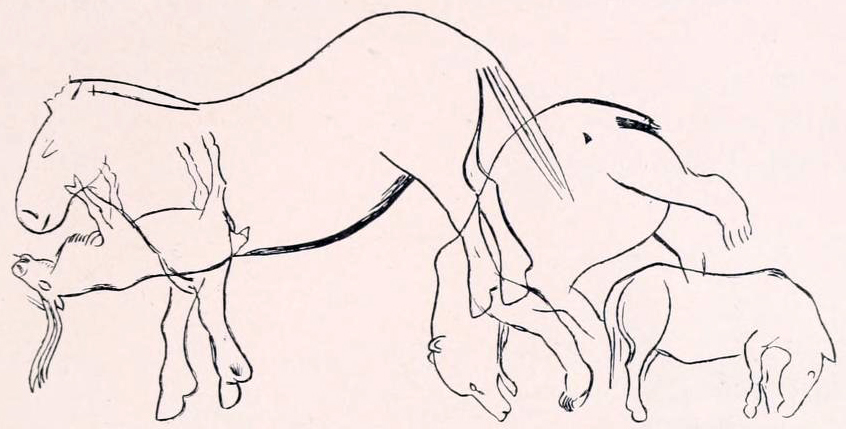
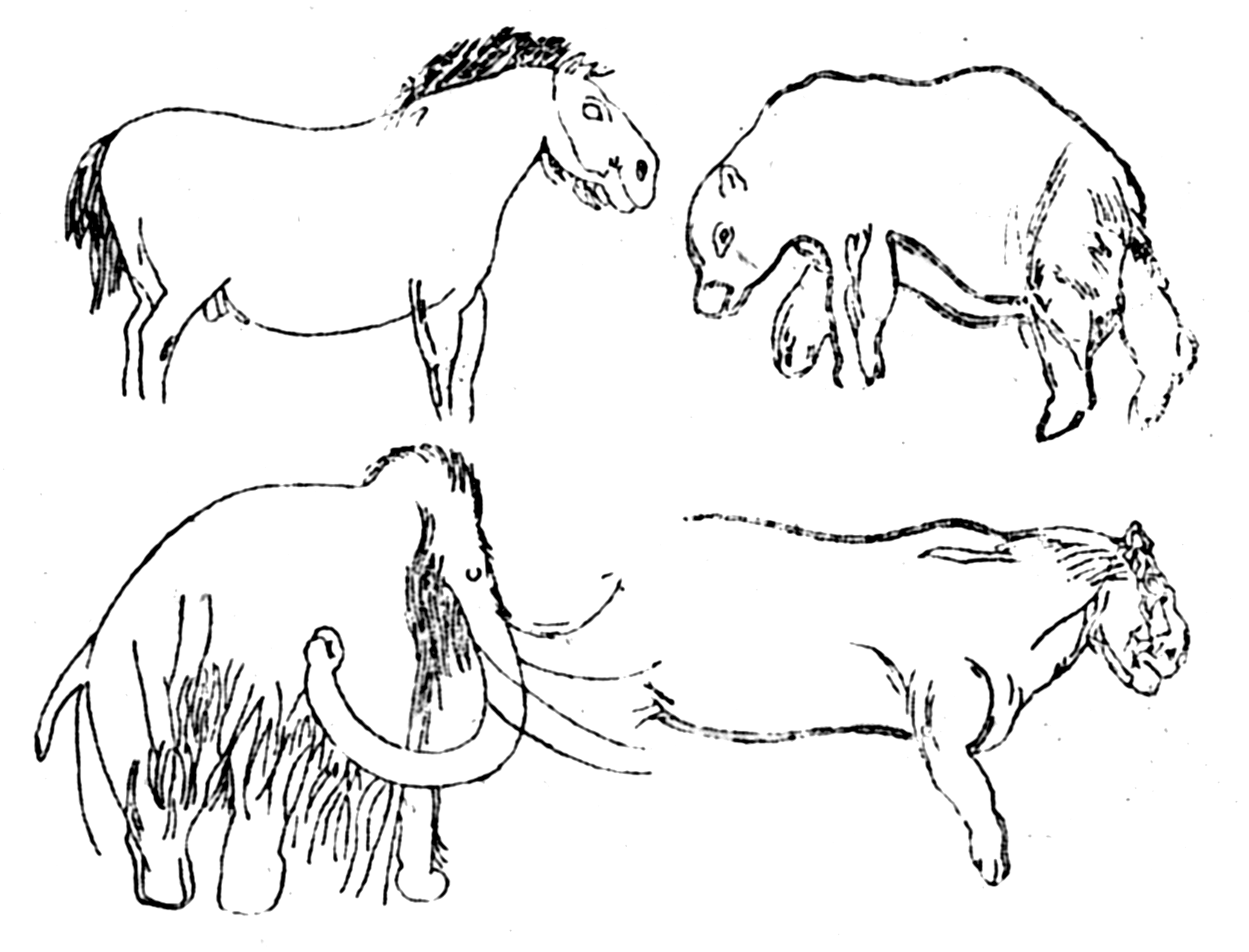